# قارة المزاد (سكاكا)
قارة المزاد هو جبل يقع في الشمال الشرقي من مدينة سكاكا عُثر فيه على مجموعة من النقوش النبطية.

## وصف الموقع والنقوش
يقع الجبل على بعد 6 كيلوات من ضاحية اللقائط الواقعة شمال شرق مدينة سكاكا. النقوش موجودة على الواجهة الشرقية للجبل وهي متقاربة من بعضها البعض. يبلغ عدد النقوش 22 نقشًا نبطيًا و أغلبها يحتوي على عبارات عسكرية مما يدل على أن كاتبها كان يعمل في الجيش النبطي الذي كان له حامية موجودة في قيال. كما تظهر ألقاب أهمها: الفارس والقائد وربما تدل وجود النقوش في قمة الجبل على أنه استخدم كنقطة مراقبة. حيث يستطيع من يبلغ قمته استكشاف كامل المنطقة المحيطة وهو ما يمكن الحامية النبطة من حماية مدينة سكاكا و طريق التجارة القادم من شرق السعودية باتجاه سكاكا و دومة الجندل.
بعض النقوش تعود لعهد الملك الحارث الرابع (9 قبل الميلاد ~ 40 بعد الميلاد) ولخليفته مالك الثاني (40 ~ 70) وخليفته هو الآخر رب أيل الثاني (70 ~ 106). 

## النقوش
من النصوص النبطية المكتوبة في قارة المزاد يقرأ كالآتي:
ب ل ي و أ ي ذ ك ي ر أ س د ف و ح
ب ر ت هـ أ م ... ق د م س ل م ن
يقرأ بالعربية الحالية كالآتي:
بلى ونعم ذكرى أسدفوح (ل)
بنته أم (من) أمام (الإله) س ل م ن
الشرح: ذكر فيه أسدفوح (علم يعني تنفس الأسد) إلا أنه تذكر ابنته و دعا لها الإله س ل م ن، الذي عد عند اللحيانيين إلهًا للقوافل وأنيطت به حماية القبور، وهو ما يدل على إيمان الأنباط بأهمية الدعاء للمتوفى.